# Aron Kodesh

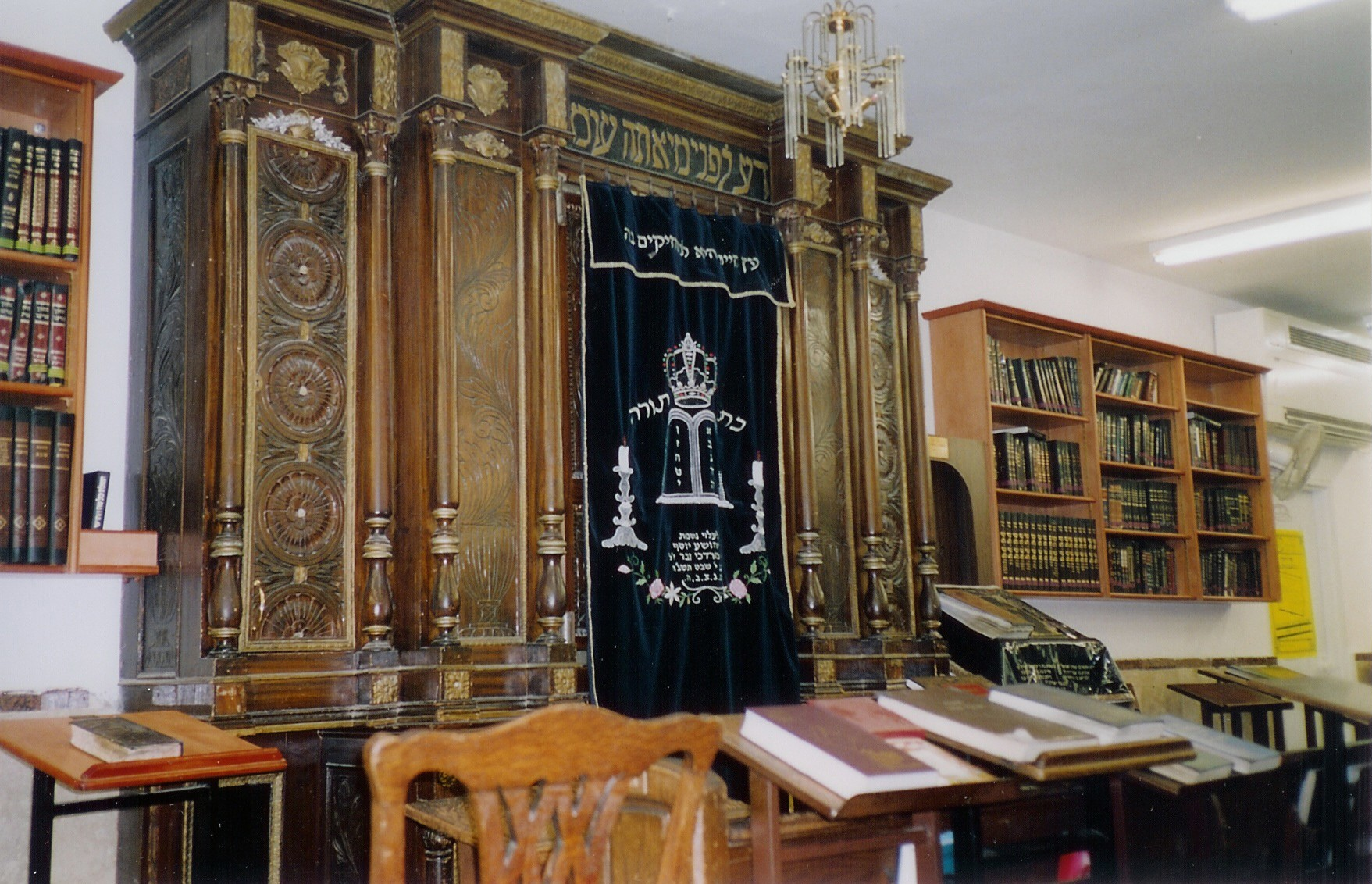
Aron Kodesh de uma sinagoga.

Aron Kodesh (no hebraico אֲרוֹן קֹדשׁ arca sagrada) ou Hekhál ( do hebraico הֵיכָל palácio) o nome de um receptáculo ou pequeno recinto ornamentado que contém os Sifrei Torá de uma sinagoga. Geralmente é posicionada na parede que está na direção de Jerusalém e para o qual se voltam os judeus em oração.

## Origens
O termo Aron Kodesh vem do termo hebraico אֲרוֹן קֹדשׁ [ărōn qōdeš] (i.e. aron kodesh), "arca sagrada", uma referência ao nome hebraico da arca da aliança, que guardava as tábuas dos mandamentos no Templo de Jerusalém. Os judeus sefaraditas chamam o recinto onde se guardam os rolos de Hekhál vindo do hebraico הֵיכָל palácio , termo utilizado nos tempos do Templo de Jerusalém para se referir ao santuário onde estava o Santo dos Santos.